# Ewart Oakeshott
Pour les articles homonymes, voir Oakeshott.
Ewart Oakeshott (25 mai 1916 - 30 septembre 2002) est un illustrateur, collectionneur et historien amateur britannique, auteur de nombreux ouvrages sur les armes et armures médiévales.

## Liste des publications
- The Archaeology of Weapons: Arms and Armour from Prehistory to the Age of Chivalry Boydell Press, 1960.  (ISBN 0-486-29288-6)
- The Sword in the Age of Chivalry Boydell Press, 1964.  (ISBN 0-85115-715-7)
- Records of the Medieval Sword Boydell Press, 1991.  (ISBN 0-85115-566-9)
- European Weapons and Armour: From the Renaissance to the Industrial Revolution Boydell Press, 2000.  (ISBN 0-85115-789-0)
- Sword in Hand Arms & Armor, Inc. 2000.  (ISBN 0-9714379-0-4)
- A Knight and His Weapons Dufour Editions 1964, 1997.  (ISBN 0-8023-1299-3)
- A Knight and His Armor Dufour Editions 1999.  (ISBN 0-8023-1329-9)
- A Knight and His Horse Dufour Editions 1962, 1995.  (ISBN 0-8023-1297-7)
- A Knight in Battle Dufour Editions 1998.  (ISBN 0-8023-1322-1)
- A Knight and His Castle Dufour Editions 1965, 1996.  (ISBN 0-8023-1294-2)
- Swords of the Viking Age Boydell Press 2002.  (ISBN 0-8023-1294-2)
- The Sword in Anglo-Saxon England Boydell & Brewer 1962.  (ISBN 0-85115-355-0)